# 探照燈行動
探照燈行動是指1971年3月西巴基斯坦軍隊為遏制前東巴基斯坦的孟加拉民族主義運動而進行的軍事行動代號。根據當時西巴基斯坦中央政府的命令，最初的計劃是設想在3月26日前控制東巴基斯坦的所有主要城市，然後在接下來的一個月內消滅所有政治上及軍事上的孟加拉反對派。當時西巴基斯坦的領導人並沒有預料到孟加拉人會長期抵抗及後來印度的軍事干預。
隨着最後一個由孟加拉人控制的城鎮於陷落，探照燈行動的主要階段於5月中旬結束。這次行動直接促成了1971年孟加拉國種族滅絕，三十至三百萬名孟加拉人被殺，大約1000萬人逃往鄰國的印度成為難民。這次行動的主要目標是印度教徒、孟加拉的知識分子及民族主義者。這次殘忍的殺戮激怒了孟加拉人，他們因此宣布從巴基斯坦獨立，建立了新的孟加拉國。
探照燈行動的暴行最終導致了孟加拉國解放戰爭，在這場戰爭中，印度軍事支持穆克蒂·巴希尼抵抗組織，以游擊戰的方式對抗西巴基斯坦軍隊。同年12月，巴基斯坦發動成吉思汗行動，對印度發起先發制人的打擊，印度因此開始直接軍事干預內戰，最終西巴基斯坦宣佈無條件投降，孟加拉國於1971年12月16日正式獨立。

## 原因

### 印巴分治
在印巴分治前，曾設想把穆斯林占多數的東部和西北部地區分成兩個國家，但遭到英國殖民當局的反對而作罷。1947年8 月，巴基斯坦和印度兩個新的國家正式誕生。巴基斯坦的西部地區被稱為西巴基斯坦，而東部地區（現代孟加拉國）最初被稱為東孟加拉邦，後來被稱為東巴基斯坦。東部和西部是兩個在地理和文化上都各自獨立的地區。

### 文化異同及權力不對等
西巴基斯坦及東巴基斯坦的文化、語言及民族都不相同，共同點僅為都是穆斯林，但由於印巴分治是以宗教劃分，孟加拉穆斯林因此併入巴基斯坦。1948年，總督穆罕默德·阿里·真納宣佈把烏爾都語定為巴基斯坦唯一的官方語言。然而，烏爾都語在歷史上只在次大陸的北部、中部和西部地區流行；而在東孟加拉邦，母語是孟加拉語，而在當時巴基斯坦全國中，講孟加拉語的人口佔了56%以上。這決定在東巴基斯坦地區引發了廣泛的抗議活動，政府的立場被視為試圖壓制東部的文化。孟加拉人民因而發起語言運動，爭取同等地位。該運動在1952年達到高潮，同年2月21日，警察向抗議的學生和平民開槍，造成多人死亡，孟加拉建國定這日為語言運動日，聯合國教科文組織也於1999年宣布2月21日為國際母語日。
雙方在意識形態上的不同也導致了兩地的緊張情緒。中央政府希望實行伊斯蘭教式的國家宗教制度，但孟加拉人卻把族裔置於宗教認同之上，希望建立一個符合世俗主義的社會。而且雖然東西兩個地區的人口幾乎相等，但政治權力卻集中在西巴基斯坦，東巴基斯坦在經濟上受到剝削，導致許多孟加拉人的不滿。

### 人民聯盟勝出大選
孟加拉人民聯盟在1970年巴基斯坦大選中贏得決定性多數後，孟加拉人期望中央政府會根據六點運動迅速將權力移交至人民聯盟。1971年2月28日，時任巴基斯坦總統的葉海亞·汗在佐勒菲卡爾·阿里·布托主導的巴基斯坦人民黨（PPP）壓力下，推遲了原定於3月舉行的國會會議，這決定令東巴基斯坦地區(現孟加拉)開始出現大型抗議及衝突，支持西巴基斯坦政府的比哈爾人被孟加拉人針對，3月上旬，超過 300 名比哈爾人在吉大港的暴動中喪生。在這一系列事件發生後，中央政府以「比哈爾人被屠殺」為由，在3月25日起軍事干預東巴基斯坦，探照燈行動正式啟動。

## 經過
該計劃由Khadim Hussain Raja少將和Rao Farman Ali少將製定，是巴基斯坦陸軍參謀部會議在2月22日所做決定的後續行動，來自奎達的第16步兵師和來自西巴基斯坦喀里安的第9步兵師也被命令調到東巴基斯坦。在將該計劃付諸實施前，不支持對平民發動襲擊的將軍薩哈扎達·雅各布·汗(Shahabzada Yakub Khan)及東巴基斯坦總督赛义德·穆罕默德·阿赫桑將軍被解除了職務，總督一職由蒂卡·汗接任。3月17日，巴基斯坦陸軍參謀長阿卜杜勒·哈米德·汗將軍通過電話授權行動，行動最終於3月25日晚上在東巴基斯坦首都達卡展開，作為行動的一部分，巴基斯坦軍隊襲擊了達卡大學，造成至少數百名教職員及學生死亡。其他的行動目標包括東巴基斯坦步槍隊的總部Rajarbagh Police Lines，及印度教人口占多數的舊達卡社區。士兵們用火焰噴射器及機槍攻擊試圖逃離的平民，多個街區被推平。在那個晚上，達卡市內有數千人死亡及被捕。
這次行動令震驚了人民聯盟的領導層，拉赫曼視為最後通牒，代表不再會有談判，他於是在同日凌晨通過無線電廣播宣布孟加拉國獨立，他其後被捕並被送往西巴基斯坦，以叛國罪被扣留。人民聯盟總書記塔久丁·艾哈邁德於30日逃離達卡並越過印度邊境。4月4日塔久丁與印度總理英迪拉·甘地會面，會議上達成了兩項重要決議：印度向孟加拉國難民開放邊界，及允許孟加拉政府在印度領土內運作。孟加拉人民共和國臨時政府因此在加爾各答正式成立，奉拉赫曼為總統。
到了4月10日清晨，巴基斯坦軍隊已經控制了達卡、賽義德布爾、庫米拉、吉大港及庫爾納市，所有重要的機場都由巴基斯坦控制。由於孟加拉人出乎意料的頑強抵抗，使巴基斯坦預期在4月10日佔據東巴基斯坦地區的計劃變得不可能。但這種最初的成功抵抗並不能持續，因為隨着戰事拉長，孟加拉抵抗組織開始缺乏訓練有素的人員、軍官及補給，缺乏中央指揮結構也使分散在各地的部隊之間的沒有協調。巴基斯坦軍隊在4月10日投入第9和第16步兵師，準備奪取主動權。納資將軍11日在孟加拉地區取得巴基斯坦軍隊的指揮權後，並決定實施了以下戰略︰
- 在孟加拉各地展開行動以消滅叛亂組織的地下網絡
- 清除所有在大城市的叛亂分子並保護吉大港
- 控制所有河流、公路及鐵路
- 將叛亂分子趕出國內

針對這一戰略，孟加拉抵抗組織的指揮官選擇了「在盡可能長的時間內保持盡可能多的地區」的計劃，孟加拉領導人希望將巴基斯坦軍隊限制在城市裡，同時流亡中的臨時政府在國際間尋求外交承認，孟加拉總理塔久丁·艾哈邁德與印度總理英迪拉 甘地會面請求軍事援助甚至是干涉。可是，除了擁有大量缺乏訓練的志願者外，穆克蒂·巴希尼部隊一無所有。相反，巴基斯坦軍隊擁有人員、火力及空中的絕對優勢。納資將軍選擇同時攻擊各地的孟加拉軍隊，並使用直升機載兵包抄抵抗組織的陣地，重創選定目標。巴方車隊雖然多次遭到伏擊，但這也只能暫時拖延了巴軍的推進。在接下來的幾個月裡，內戰不斷升級，不少仍效忠西巴基斯坦的民兵組織（主要是當地的少數民族比哈爾人）也參與到戰爭中。到了4月下旬，孟加拉所有主要城市都已淪陷。到5月中旬，所有主要城鎮都已被佔領。到6月中旬，孟加拉的殘部被驅趕，越過邊界進入印度。探照燈行動基本上完成
而在常規戰爭的失敗後，孟加拉人轉以游擊戰的方式對抗西巴基斯坦軍隊。

## 後果

### 大量難民湧入印度
在4月和5月期間，有幾千孟加拉人到印度尋求避難，其中大部分是抵抗運動的成員。 然而，隨著巴基斯坦軍隊在升級行動，逃往印度的難民大幅增加。 最終大約1000萬人離開東巴基斯坦地區，估計有 730 萬人逃到西孟加拉邦，另外150 萬人在特里普拉邦，最終大約670 萬人被安置在印度境內825個的難民營中。大量外國人口的湧入為印度帶來了經濟、社會及國家安全的擔憂，成為印度最後選擇軍事干涉的原因之一。

### 大量孟加拉平民傷亡
在哈穆杜拉赫曼委員會(Hamoodur Rahman Commission)的調查下，巴基斯坦承認自由探照燈行動開始，並到最終的孟加拉解放戰爭期間，導致了至少兩萬六千名孟加拉平民死亡，孟加拉方面則聲稱有多達300萬人死亡，當中包括其他非孟加拉族人及印度教徒，西巴基斯坦記者安東尼·馬斯克林(Anthony Mascarenhas)在《泰晤士報》上發表了一份報告，題為「種族滅絕」。在報導中他指印度教徒被逐村逐戶地追捕，有許多人在粗略的檢查後，被發現沒有接受過割禮就被立即開槍打死。在內戰中幫助西巴基斯坦的比哈爾人也被孟加拉人報復。獨立研究人員則估計死亡人數約為30萬至50萬人。

### 第三次印巴戰爭
印度持續增加對穆克蒂 巴希尼的援助，而穆克蒂 巴希尼與巴基斯坦軍隊之間的戰鬥也愈演激烈。難民不斷的湧入令印度的負擔日重，而巴基斯坦的軍事行動增添印度在國家安全方面的擔憂。總理英迪拉·甘地在聯合國及其他國際舞台上多次批評巴基斯坦的行為，並強調孟加拉難民的困境及其對印度的影響。然而，美國和中國拒絕進行干預，這是因為當時巴基斯坦親西方陣營，地緣政治考量下美国不可能公開批評或反對巴基斯坦，而中国在1962年中印战争后与印度关系高度紧张，希望借巴基斯坦来遏制和削弱印度。在中美对巴基斯坦的支持下印度向東巴基斯坦派兵成為不可能，時任美國總統尼克松還試圖阻制相關報導。在這情況下蘇聯與印度進行了接觸，並於同年8月簽署的《印蘇友好合作條約》，雙方承諾在對方遭到襲擊時會提供軍事支持。這條約對北京及華盛頓發出的強烈信號并最終使他們立場軟化，也為印度提供了掩護，不必擔心自己的行動會被中美軍事干涉。這令巴基斯坦感到憂心，印度的武裝干預正變得不可避免，於是巴方決定發起先發制人的打擊。同年12月3日，西巴基斯坦發動成吉思汗行動，對印度空軍基地和雷達站進行空中打擊，但成效甚微。當天晚上，英迪拉·甘地向全國發表講話，指巴基斯坦已對印度發動戰爭，印度因此開始直接軍事干預內戰，1971年印巴戰爭打響，最終巴基斯坦無條件投降，孟加拉國於1971年12月16日正式獨立。

## 另見
- 孟加拉語言運動
- 1971年印巴戰爭
- 孟加拉國解放戰爭
- 印蘇友好合作條約
- 1970年巴基斯坦大選
- 1971年達卡大學大屠殺
- 1971年孟加拉國種族滅絕

## 外部連結
- Bangladesh Genocide Archive